# Таймир (езеро)
Вижте пояснителната страница за други значения на Таймир.
Таймирското езеро (на руски: Таймы́рское о́зеро), наричано за краткост Таймир (Таймы́р), е голямо сладководно езеро в Азиатската част на Русия, разположено в централната част на полуостров Таймир на юг от планинската верига Биранга в Таймирски Долгано-Ненецки район на Красноярски край.
Влиза в територията на Таймирския биосферен резерват. Езерото е 5-о по площ след Каспийско море и езерата Байкал, Ладожко и Онежко в Русия, 2-ро по площ в азиатската част на страната (след Байкал) и най-северното съществуващо голямо езеро в света. Най-северните му координати надхвърлят 75° с. ш. Изцяло е разположено в зоната на вечната замръзналост.

## Географска характеристика

### Местоположение
Езерото Таймир е разположено в крайната северна част на Северосибирската низина, в южното подножие на дългата планинска верига Биранга, на полуостров Таймир, на територията на Таймирския (Долгано-Ненецки) автономен окръг на Красноярски край, на 6 m н.в. (при високи води на 35 m н.в.).
Езерото е разположено на границата между арктическия и субарктическия климатичен пояс, в зоната на мъхово-лишената и храстова тундра, в района на вечно замръзналата почва. То се е образувала през втората половина на късния неоплейстоцен. Според извършените хидробиоложки проби, езерото е с реликтов произход, като в миналото района на езерото се е намирал в зоната на морска трансгресия. Котловината на езерото представлява силно разширен участък от средното течение на река Таймира, запълнена с речна вода тектонска пукнатина, която се е образувала в периода на отдръпването на север на ледниковия щит. 

### Географски параметри
Площта на водното огледало е 4560 km2, обемът 12,8 km3, дължина от запад на изток 250 km, максимална ширина 23 km и максимална дълбочина 25,2 m, разположена в централната част на езерото.

### Брегова линия, заливи, полуострови, острови
Езерото има продълговата форма със силно разчленена брегова линия, с множество заливи, ръкави и разклонения. Северните брегове са стръмни, скалисти и по-слабо разчленени, изградени от стари скали, а южните – ниски, равнинни и заблатени и по-силно разчленени, изградени от рохкави отлагания с кватернерен произход. По крайбрежието на езерото Таймир са разположени шест големи залива: Леден (на запад), Нестор Кулик (на север, от него изтича река Долна Таймира), Ямубяйкура (на североизток), Ямунеру (на изток), Байкуранеру и Юкаяму (на юг) и три големи полуострова: Турузамола (на северното крайбрежие), Матудаямумала и Баскура (на южното крайбрежие).
В езерото са разположени сравнително малко острови, предимно пясъчни и непостоянни (в крайните източни и западни части) и няколко каменисти постоянни острова (около 10), по-големи от които са: Ботлин, Хелмерсен, Купфер, Отделен и др.

### Водосборен басейн
Водосборният басейн на езерото Таймир е 43 920 km2 и се простира изцяло на територията на Таймирския (Долгано-Ненецки) автономен окръг на Красноярски край. Северната част на водосборния басейн е по-малка по площ (около 1/3) и е предимно планинска, а южната е по-голяма (около 2/3), предимно равнинна и обхваща северната част на обширната Северосибирска низина.
Границите на водосборния басейн на Таймирското езеро са следните:
- на север – водосборните басейни на малки реки, леви и десни притоци на река Долна Таймира и водосборния басейн на река Ленинградска, двете вливащи се в Карско море;
- на изток и югоизток – водосборните басейни на река Голяма Балахня и други по-малки реки, вливащи се в море Лаптеви;
- на юг – водосборния басейн на река Хатанга, вливаща се в море Лаптеви;
- на югозапад и запад – водосборния басейн на река Пясина, вливащи се в Карско море.

### Притоци
Водосборният басейн на езерото Таймир има гъста речна мрежа. В езерото се вливат стотици реки и потоци. Най-големи от тях са: Горна Таймира (567 km, 50400 km2, вливаща се югозападния ъгъл на езерото); Ямутарида (243 km, 5090 km2, от юг, в средната, тясна част на езерото); Северна (129 km, 2070 km2, в залива Ямубайкура); Бикада-Нгуома (64 km, 14200 km2, в най-източния ъгъл на езерото, залива Ямунеро).
От северния ъгъл на залива Нестор Кулик изтича река Долна Таймира, която се влива в Таймирския залив на Карско море.

### Хидроложки показатели
Средногодишната температура на въздуха в района е -13,4 °C, а средната температура на най-топлия месец юли е +12,3 °C. Равнинният характер на местността способства за появата на силни ветрове, които през зимата не позволяват натрупване на дълбок сняг. През лятото има чести бури, които поради малката дълбочина на езерото размътват водата.
Продължителността на ледената покривна върху езерото продължава над 9 месеца (от края на септември до началото на юли), като значителна част от езерото (над 80%) поради малката дълбочина замръзва до дъното. Средната продължителност в незамръзнало състояние е 73 дни. Температурата на водата през август е +8 °C, а през зимата – +1 °C.
Акваторията на езерото е непостоянна. Нивото на водата започва да се покачва от началото на лятото до август, след което започва да спада до следващата пролет. Това се получава поради ниския отток на Долна Таймира, която все още е задръстена с ледени блокове. При разчистване от ледовете, което става през август, започва мощно оттичане на водите от езерото. При това езерото губи до 75% от обема си, а водната площ намалява с 30 – 50%. Колебанията на нивото достига 5 – 6 m. Дебелината на леда може да достигне 2 – 3 m, а силното намаляване на обема води до деформации на ледената покривка и образуване на ледени пукнатини. Движението на ледените блокове е съпроводено със силен трясък и пукот. При намаляване на обема площта на езерото може да спадне до 1200 km²

## Флора и фауна
В езерото живеят арктически видове риба – сиг (езерна бяла риба Coregonus), муксун, Арктически голец и др. В езерото няма представители на висшата водна флора, затова хранителната верига е базирана на фитопланктона. През зимния период количеството на кислорода във водата силно намалява, тъй като през лятото се натрупва голямо количество органични вещества. Гниенето на утайките прави най-дълбоките места невъзможни за живот.
Островите в езерото служат за гнездене на прелетни птици като червеногуша гъска, гъски и др.

## Стопанско значение
Поради отдалечеността на езерото от населени места и суровия климат в района, стопанското значение на езерото е незначително. от 1983 г. езерото Таймир влиза в състава на Таймирския природен парк (заповедник). Водите на езерото „страдат“ от механични замърсявания. Съгласно изработения нов проект за развитие на масовия туризъм, на брега на езерото са планира да се открие туристически център, а също така да се обособят туристически райони и зони с ограничено посещение на територията на Таймирския природен парк (заповедник).

## История
По време на Великата Северна експедиция, през 1740 – 41 г. езерото Таймир е открито от отряда на лейтенант Харитон Лаптев и неговите сподвижници Николай Чекин и Василий Медведев и му е извършено първото описание и грубо нанасяне на изработената от Лаптев карта. През 1843 г. руският географ Александър Мидендорф извършва първото географска изследване и описание на езерото и му съставя първата сравнително вярна топографска карта, базирана на астрономически наблюдения. През 1928 г. руският ботаник Александър Толмачов разширява и обогатява физикогеографските данни за Таймир и детайлно картира южният му бряг. Една година по-късно, през 1929 г. руският геолог Николай Урванцев извършва първите цялостни физикогеографски изследвания на цялото езеро и извършва цялостно картиране на бреговата линия и островите в него. Той открива, че нивото на езерото се е понижило с около метър за периода от 1843 до 1929 г., което се обяснява с бързата ерозия на долината на река Долна Таймира. През ХХ в. на езерото и по неговите брегове се провеждат експедиционни изследвания от много научни институти и ведомства при поддръжката на Хатагския авиоотряд. Създадена е полярната станция „Озеро Таймыр“, която е закрита през 1995 г., но нейното възстановяване започва през 2000 г.

## Топографски карти
- Лист от карта S-47-XI,XII оз. Энгельгардт. Мащаб: 1 : 200 000. Състояние на местността към 1975 год. Издание 1986 г.
- Лист от карта S-47-XV,XVI бухта Ледяная. Мащаб: 1 : 200 000. Състояние на местността към 1975 год. Издание 1986 г.
- Лист от карта S-47-XVII,XVIII поляр. ст. Бухта Ожидания. Мащаб: 1 : 200 000. Издание 1986 г.
- Лист от карта S-47-XXIII,XXIV устье р. Каламиссамо. Мащаб: 1 : 200 000. Състояние на местността към 1973 год. Издание 1986 г.
- Лист от карта S-48-VII,VIII р. Западная. Мащаб: 1 : 200 000. Указать дату выпуска/состояния местности.
- Лист от карта S-48-IX,X п-ов Туруза-Молла. Мащаб: 1 : 200 000. Указать дату выпуска/состояния местности.
- Лист от карта S-48-XIII,XIV устье р. Ямутарида. Мащаб: 1 : 200 000. Указать дату выпуска/состояния местности.
- Лист от карта S-48-XV,XVI оз. Балдатурку. Мащаб: 1 : 200 000. Указать дату выпуска/состояния местности.